# Dirrans burial
Dirrans burial ist eine Art Steinkiste unbekannten Alters und ungewöhnlicher Form nahe dem River Garnock im Süden von Kilwinning in North Ayrshire in Schottland.
Die Struktur von etwa 45 cm Durchmesser und 120 cm Tiefe wurde 1882 entdeckt, als Sand des Garnock Water bei Dirrans entfernt wurde. Sie war aus sauber verlegten Lagen glatter, wassergerunder, sehr zersetzter Whinstones gebaut. Es gab eine ebensolchen Boden aber keine (erhaltene) Abdeckung. Am Boden waren ein paar Zentimeter feines, graues, pulveriges Material, das gesiebt wurde, aber es wurden keine Überreste gefunden.
Es gab keinen Hinweis auf die Nutzung der Struktur, aber höchstwahrscheinlich war es ein Bestattungsplatz. Es kann kein Brunnen gewesen sein, da Wasser erst in einer Tiefe von etwa 3,0 m ansteht.
In der Nähe steht der Drybridgestone. 